# キリーク・ザ・ブラッド
『キリーク・ザ・ブラッド』(KILEAK, The Blood)は、GENKIが開発、ソニー・ミュージックエンタテインメントが1995年1月27日に発売したプレイステーション用ファーストパーソン・シューティングゲームである。2015年9月16日よりゲームアーカイブスで配信開始。レイティングはCERO：A（全年齢対象）。
デザインワークには横山宏を起用し、発売当時は宣伝材料として大いに喧伝された。音楽は松前公高で、サウンドトラックCDも発売された。
同年の12月29日には続編の『キリーク・ザ・ブラッド2』も発売された。

## 概要
ゲームの目的は、プロテクトアーマーと呼ばれるパワードスーツを操り、襲い掛かってくる敵を倒しながら各階層を探索し、最下層を目指していくこと。各階毎の目的はエレベーターを探し出し、下の階層へ移動することとなる。ゲーム中はプロテクトアーマーのシールドチャージ残量と、エネルギー残量への注意が重要となる。
プロテクトアーマーにはシールドが装備されており、被弾すると残量が減少し、シールドチャージがなくなった状態で被弾するとゲームオーバーとなる。回復にはリペアパーツの取得が必要。
プロテクトアーマーのエネルギー残量はパーセンテージで通知され、時間の経過あるいはエネルギー使用型の武器の使用で減少し、0パーセントでゲームオーバーとなる。回復にはバッテリーを取るかエネルギーユニットの使用が必要。
エネルギー残量は操作性にも関係し、50パーセント以下になるとレーダー性能や照準性能が落ち、25パーセント以下になるとエネルギーを必要とする装備が使用できなくなり、10パーセント以下になると移動速度も低下する。

## ストーリー
西暦2038年、巨大コンツェルン「バイフロスグループ」が南極に建設した研究施設「サウスベース」において違法な遺伝子実験が行われているとの通報があり、国際平和維持軍は工作員フランコ・フカザワを調査のため潜入させたが、ほどなく連絡が途絶してしまう。維持軍本部はこれを危険視し、特殊部隊「ViSion(ヴィジョン)」による強行査察を決定する。作戦名「ヴィジョン・オブ・サウス」発動により、ヴィジョンは直ちに現地へ急行した。しかし調査チームを乗せた輸送ヘリは、到着直前にベースから攻撃を受け撃墜されてしまう。調査チームの一員である香田は、墜落するヘリコプターからかろうじて脱出し、単独で調査のためサウスベースへ向かうことになった。
戦いの末、香田は「サウスベース」の研究者ドクター・キムの背後に意識生命体キリークがいるのを突き止める。
有史以前に地球に来たキリークは生存競争に敗れて南極へ移り、厳しい環境を生き残るために肉体を捨てて以来、地球とともに生きてきた。キリークは(神や異星人など)人類の進化に干渉してきたが、自らの欲のため争い、環境を蝕み、生態系を破壊する地球にとって害悪なる存在でしかなくなった人類に悲観する。ある日、キリークはサウスベース地下遺跡で接触してきたキムを利用して人類の進化をリセットさせるつもりでいた。

## エンディング
エンディングは謎に満ちている。ドクター・キムの言葉と目的。崩壊したサウスベースから空へ上がっていった、宇宙ステーションに似た建造物。何かの肉片や心臓に見える、蠢く真っ赤な1つの塊と、その周囲を回る多くの精子型の物体。これらはゲーム中で、詳細が一切語られない。

## 登場人物
香田 孝志
声：大塚明夫
主人公。国際平和維持軍に所属する軍人で、階級は少尉。特殊部隊ヴィジョン隊長。プロテクトアーマーに乗り、サウスベースの調査、敵との交戦を繰り広げていく。
カルロス
声：堀内賢雄
香田の部下で、軽い口調が特徴的なヴィジョンの一員。ミサイル攻撃から生き延び、香田よりも先にサウスベースに到着し、調査を行っている。時おり調査で判明した事を通信で香田に伝える。続編にも登場する。
ドクター・キム
声：納谷六朗
サウスベースで研究を行っている科学者。研究しているウイルスを搭載したICBMを打つ事で、世界中にウイルスを蔓延させようと計画している。そのウイルスは特殊なものらしく、キムはそのウイルスの性質や効果を利用し、何らかの目的を果たそうとしているが、その内容は不明。
キリーク
キムの背後にいた意識生命体。有史以前に地球を訪れた際、地球の原始生命との生存競争に敗れ天敵となる生物の存在しない南極に逃れる。しかし、極寒の地で生命の危機に立たされたキリークは生物としての外形を捨て、意識生命体として地球と共生する道を選ぶ。
自らの体とも言える地球の保全を第一に考えており、最終的にはキムの作り出したウイルスで現人類を絶滅させた後、新たな生命体を創造することを目的としていた。

## 武器
ゲームを進めていくと特定の場所（金庫）で、特定の武器を新たに入手できる。使用する武器はいつでも換装することができる。武器には対応する弾を消費するタイプと、プロテクトアーマーのエネルギーを消費するタイプが存在する。
ウォレスガン(WALES GUN)
プロテクトアーマーに初期装備されているハンドガン。威力は低いが、ゲーム中入手できる弾の総数は非常に多い。
レーザーガン(LASER GUN)
ウォレスガンと同じ威力の光学兵器。弾丸を必要としないが、1発の発射につきアーマーのエネルギーを0.5パーセントを消費する。
エロシオン(EROSION)
序盤で入手でき威力も高いが、初期に装填されている弾は3発と極めて少なく、ゲーム中に得られる弾は非常に少ない。尚、弾薬は地下13階、及び14階に出現するイローディアと言う敵のみが所持している。
フレイマー(FLAMER)
火炎放射器。威力はレーザーガンの3倍。アーマーのエネルギーを2パーセント消費する。入手するにはB5階層で、ロックされている扉の前にあるスイッチを、決められた順番で下ろす。尚、スイッチの順番は同階に落ちているレコードカードをコンピューター端末で再生して知ることになる。
ザックス(ZAX)
フルオートライフル。一発当たりの威力はウォレスガンと同じ。連射能力が高い。
エリトロクルオン(ERITRO CRION)
グレネードランチャー。威力はウォレスガンの5倍。
ガイア(GAIA)
大型レーザーガン。威力はエリトロクルオンと同じ。1発につきアーマーのエネルギーを4パーセントを消費する。
ヴェーダ(VEDA)
ミサイル。装備可能な武器の中で最高の威力を持つ。ゲーム終盤に入手可能となる為、得られる弾は少ない。

## アイテム
敵を倒すと特定のアイテムを、必ず1つ落とす。各階の各部屋にも置かれている。
リペアパーツ
シールドを回復させる。3パーセント回復するタイプと10パーセント回復するタイプがある。
バッテリー
エネルギーを回復させる。3パーセント回復するタイプと10パーセント回復するタイプがある。
カートリッジ
武器の弾を補充できる。武器ごとに専用のカートリッジがある。カートリッジ1個で補充できる弾数は、ウォレスガンで40発、ザックスで40発、エリトロクルオンで10発、ヴェーダで5発、エロシオンで3発。
キーカード
ロックされた扉を開けることができる。扉の種類ごとに対応したカードがある。階層ごとに、その階層専用のキーカードが存在する。
IDカード
コンピューター端末でマップデータを得るために必要なカード。
レコードカード
コンピューター端末に記録された研究情報を、再生させるために必要なカード。
アーマーROM
防御力を上げる。バージョンの数字が大きいほど、高い防御力を得られる。防御力が高ければ、敵からの攻撃によるダメージが小さくなる。

## 設備
エネルギーユニット
プロテクトアーマーのエネルギーを100%に回復させる。何度でも利用できる。各階層に必ず1つ設置されている。
コンピューター端末
今いる階層のマップデータを入手したり、基地での研究記録を観覧できる。アクセスにはIDカードやレコードカードが必要となる。
スイッチ
扉のロックを解除できる。
エレベーター
1つ下の階層へ移動できる。上の階層へ戻る事はできない。利用すると自動的にセーブされる。セーブ方法はこれ以外にはない。
金庫
新しい武器が1つ保管されている。

## メカニック
プロテクトアーマー SJ107
香田およびカルロスが搭乗する戦闘用パワードスーツ。国際規格に準拠する各種銃火器を装備可能。レーダーや各種センサーを搭載している。全天候型で、ヴィジョンが得意とするＮＢＣ(生化学)戦闘にも対応可能である。背部のスラスターを噴射しながら脚部ローラーで走行することにより高速移動が可能(オープニングムービーのみ使用)。
ライガーチョッパー
ヴィジョン・オブ・サウス発動に伴い、ヴィジョンがサウスベースに行くため使用した戦闘・強襲用ヘリ。アメリカ合衆国陸軍採用機ゼネラル・チョッパーの改造機である。レーザー砲やミサイルなどで重武装し、機動性も高い高性能機体ではあったが、不意打ちのようなサウスベースからのSAM(地対空ミサイル)攻撃によりあっけなく撃墜される。プロテクトアーマーを数体輸送可能。
ハンディミューズ
個人用携帯型情報端末。日本のTPOZ社製。非常にコンパクトにできており、腕時計のように腕に巻くこともできるほか、プロテクトアーマーの専用スロットに挿入することにより、インターフェイス機器としてアーマーの状態確認や各種機能の操作を行える。また、アーマーのセンサーを利用した調査・分析機能や通信端末としての機能までも実装する高性能ツールである。香田が使用しているものでは、操作したり新たな情報が入ると、女性の合成音声(声:沢海陽子)で伝えてくれる。

## 発売後の反響
本作発売後「セーブが階を移動するときに強制的にされて自由にセーブできない」「二足歩行ロボットなのに歩くときに上下に揺れない」などの辛酸な意見が飛び交い、ついには「ザ・プレイステーション」誌上にて「直談判！！キリーク・ザ・ブラッド」の特集が組まれ制作者が弁解するに至った。

## 関連商品
- 『キリーク・ザ・ブラット ― オフィシャル・ビジュアル・ブック』 ソニー・マガジンズ、1995年、ISBN 978-4-789790031
- 『キリーク・ザ・ブラッド サウンドトラックス&リミックス』 ソニーレコード、1996年